# جيمس أ. هيغينز
جيمس أ. هيغينز هو سياسي أمريكي، ولد في 1889، وتوفي في 1962. نشط حزبياً في الحزب الديمقراطي. وقد انتخب عضو مجلس ولاية نيويورك ‏.